# Bocquegney
Bocquegney ([bɔkˈɲɛ] ) ist eine französische Gemeinde mit 133 Einwohnern (Stand: 1. Januar 2022) im Département Vosges in der Region Grand Est. Sie gehört zum Arrondissement Neufchâteau (bis 2024 Épinal) und ist Mitglied im Gemeindeverband Communauté de communes de Mirecourt Dompaire. Die Bewohner werden Bocquenois und Bocquenoises genannt.

## Geografie
Die Gemeinde Bocquegney liegt 13 Kilometer westlich von Épinal, der Präfektur des Départements Vosges.
Im Gebiet der Gemeinde entspringen der Rupt Julot und der in ihn mündende Ruisseau de Desainchamp. Der Rupt Julot fließt nach vier Kilometern über die Gitte und den Madon zur Mosel ab. Das Bodenrelief um Bocquegney ist durch sanfte Hügel geprägt, im Norden der Gemeinde steigt das Gelände allmählich an und erreicht mit 411 Metern über dem Meer den höchsten Punkt. Er liegt nur unweit eines Aussichtspunktes mit dem zur Nachbargemeinde Circourt gehörenden monumentalen Croix de Virine.
Das Siedlungsgebiet von Bocquegney erstreckt sich entlang zweier Achsen: am Nordhang über dem Rupt Julot in West-Ost-Richtung sowie über den Talboden des Rupt Julot hinaus zum ehemaligen Bahnhof in Nord-Süd-Richtung.
Etwa 45 Hektar oder ein Zehntel des 4,57 Quadratkilometer großen Gemeindeareals entfallen auf die beiden Waldgebiete im Südosten und im äußersten Norden der Gemeinde. Der Großteil der Gemeindefläche wird landwirtschaftlich genutzt.
Nachbargemeinden von Bocquegney sind Bouxières-aux-Bois im Norden, Mazeley und Gigney im Nordosten, Fomerey im Osten, Darnieulles im Südosten, Hennecourt im Südwesten und Westen sowie Damas-et-Bettegney und Circourt im Nordwesten.
|  |  |

## Geschichte
1295 tauchte der Ort erstmals als Bouqeugneix in einer Urkunde auf. Das örtliche Gut gehörte anfangs den Herren von Bocquegney, die dem Kapitel Remiremont und dem Baron in Darnieulles unterstanden. Der Bann Bocquegney, zu dem auch die heutige Gemeinde Fomerey zählte, war später im Besitz der Vögte von Darney. Die Bewohner Bocquegneys waren in Hennecourt eingepfarrt.
Aus dem Jahr 1648 ist überliefert, dass die Einwohner des Dorfes vor den Truppen des französischen Königs beim Angriff auf Épinal in das Schloss Darnieulles flüchteten.
Bocquegney hatte südlich vom Dorfkern einen Haltepunkt an der Eisenbahnlinie von Épinal über Neufchâteau nach Chaumont. Der Verkehr auf der Strecke Neufchâteau-Épinal wurde 1974 in weiten Teilen eingestellt. Der Gleisabschnitt Dompaire-Bocquegney-Darnieulles ist heute eine Straße. An den ehemaligen Bahnhof von Bocquegney erinnert noch der Name einer Straße (Rue du Gare).

### Bevölkerungsentwicklung
| Jahr      | 1962 | 1968 | 1975 | 1982 | 1990 | 1999 | 2011 | 2021 |
| Einwohner | 94   | 101  | 81   | 87   | 87   | 103  | 127  | 134  |

Im Jahr 1846 wurde mit 193 Bewohnern die bisher höchste Einwohnerzahl ermittelt. Die Zahlen basieren auf den Daten von cassini.ehess und INSEE.

## Wirtschaft und Infrastruktur
Neben einem ortsansässigen Forstbetrieb spielt die Landwirtschaft auch heute noch die wichtigste Rolle in Bocquegney. In der Gemeinde sind drei Landwirtschaftsbetriebe ansässig (Getreideanbau, Viehzucht). Einige Bewohner pendeln in die nahegelegene Agglomeration Épinal.
Südlich des Dorfkerns führt die zweistreifig ausgebaute Fernstraße D 166 von Épinal nach Vittel/Neufchâteau, nördlich verläuft die Départementsstraße 6 von Darney nach Nomexy.

## Belege
1. ↑   vosges-archives.com (Memento vom 26. Januar 2016 im Internet Archive) (französisch, PDF-Datei; 91 kB)
2. ↑  darnieulles-et-genealogie.pagesperso-orange.fr (französisch)
3. ↑  Robert Le Pennec: Sur les rails vosgiens. Éditions du Cabri, Breil-sur-Roya 2006, ISBN 2914603290.
4. ↑  Bocquegney auf cassini.ehess
5. ↑  Bocquegney auf INSEE
6. ↑  Landwirtschaftsbetriebe auf annuaire-mairie.fr (französisch)